# FA Cup 1874-1875
De FA Cup 1874-1875 was de 4de editie van de oudste bekercompetitie van de wereld, de Engelse FA Cup. Deze bekercompetitie is een toernooi voor voetbalclubs. De FA Cup werd gewonnen door Royal Engineers.

## Eerste ronde
| Thuisteam            | Uitslag  | Bezoekers       | Datum van wedstrijd |
| -------------------- | -------- | --------------- | ------------------- |
| Southall             | 0-0      | Leyton          | 14 november 1874    |
| Hitchin              | 0-1      | Maidenhead      | 14 november 1874    |
| Royal Engineers      | 3-0      | Marlow          | 7 november 1874     |
| Clapham Rovers       | 3-0      | Panthers        | 7 november 1874     |
| Reigate Priory       | Bye      |                 |                     |
| Civil Service        | Walkover | Harrow Chequers |                     |
| Upton Park           | 0-3      | Barnes          | 24 oktober 1874     |
| Wanderers            | 16-0     | Farningham      | 31 oktober 1874     |
| Oxford University    | 6-0      | Brondesbury     | 31 oktober 1874     |
| Windsor Home Park    | Walkover | Uxbridge        |                     |
| Old Etonians         | 0-0      | Swifts          | 5 november 1874     |
| Shropshire Wanderers | Walkover | Sheffield FC    |                     |
| Woodford Wells       | 1-0      | High Wycombe    | 31 oktober 1874     |
| Pilgrims             | 3-1      | South Norwood   | 10 oktober 1874     |
| Cambridge University | 0-0      | Crystal Palace  | 14 november 1874    |

### Eerste ronde replays
| Thuisteam            | Uitslag | Bezoekers      | Datum van wedstrijd |
| -------------------- | ------- | -------------- | ------------------- |
| Leyton               | 0-5     | Southall       | 28 november 1874    |
| Swifts               | 1-1     | Old Etonians   | 14 november 1874    |
| Old Etonians         | 3-0     | Swifts         | 26 november 1874    |
| Cambridge University | 2-1     | Crystal Palace | 21 november 1874    |

## Tweede ronde
| Thuisteam            | Uitslag  | Bezoekers            | Datum van wedstrijd |
| -------------------- | -------- | -------------------- | ------------------- |
| Royal Engineers      | 5-0      | Cambridge University | 5 december 1874     |
| Maidenhead           | 2-1      | Reigate Priory       | 5 december 1874     |
| Clapham Rovers       | 2-0      | Pilgrims             | 5 december 1874     |
| Wanderers            | 5-0      | Barnes               | 21 november 1874    |
| Oxford University    | Walkover | Windsor Home Park    |                     |
| Old Etonians         | Bye      |                      |                     |
| Shropshire Wanderers | 1-0      | Civil Service        | 14 november 1874    |
| Woodford Wells       | 3-0      | Southall             | 5 december 1874     |

## Derde ronde
| Thuisteam            | Uitslag | Bezoekers         | Datum van wedstrijd |
| -------------------- | ------- | ----------------- | ------------------- |
| Royal Engineers      | 3-2     | Clapham Rovers    | 30 januari 1875     |
| Wanderers            | 1-2     | Oxford University | 30 januari 1875     |
| Old Etonians         | 1-0     | Maidenhead        | 23 januari 1875     |
| Shropshire Wanderers | 1-1     | Woodford Wells    | 23 januari 1875     |

### Derde ronde replays
| Thuisteam      | Uitslag | Bezoekers            | Datum van wedstrijd |
| -------------- | ------- | -------------------- | ------------------- |
| Woodford Wells | 0-2     | Shropshire Wanderers | 6 februari 1875     |

## Halve finale
| Thuisteam       | Uitslag | Bezoekers            | Datum van wedstrijd |
| --------------- | ------- | -------------------- | ------------------- |
| Royal Engineers | 1-1     | Oxford University    | 27 februari 1875    |
| Old Etonians    | 1-0     | Shropshire Wanderers | 27 februari 1875    |

## Halve finale replay
| Thuisteam       | Uitslag | Bezoekers         | Datum van wedstrijd |
| --------------- | ------- | ----------------- | ------------------- |
| Royal Engineers | 1-0     | Oxford University | 5 maart 1975        |

## Finale
| Thuisteam       | Uitslag | Bezoekers    | Datum van wedstrijd |
| --------------- | ------- | ------------ | ------------------- |
| Royal Engineers | 1-1     | Old Etonians | 13 maart 1875       |

## Finale replay
| Thuisteam       | Uitslag | Bezoekers    | Datum van wedstrijd |
| --------------- | ------- | ------------ | ------------------- |
| Royal Engineers | 2-0     | Old Etonians | 16 maart 1875       |